# Thüngersheim
Thüngersheim là một đô thị tại huyện Würzburg bang Bayern, Đức.

### Dân số
- 1939: 1,753
- 1950: 2,345
- 1961: 2,270
- 1970: 2,432
- 1987: 2,453
- 1993: 2,505
- 1994: 2,567
- 1995: 2,596
- 1996: 2,615

1996: nữ 1,300, nam 1,315